# Bola Tinubu

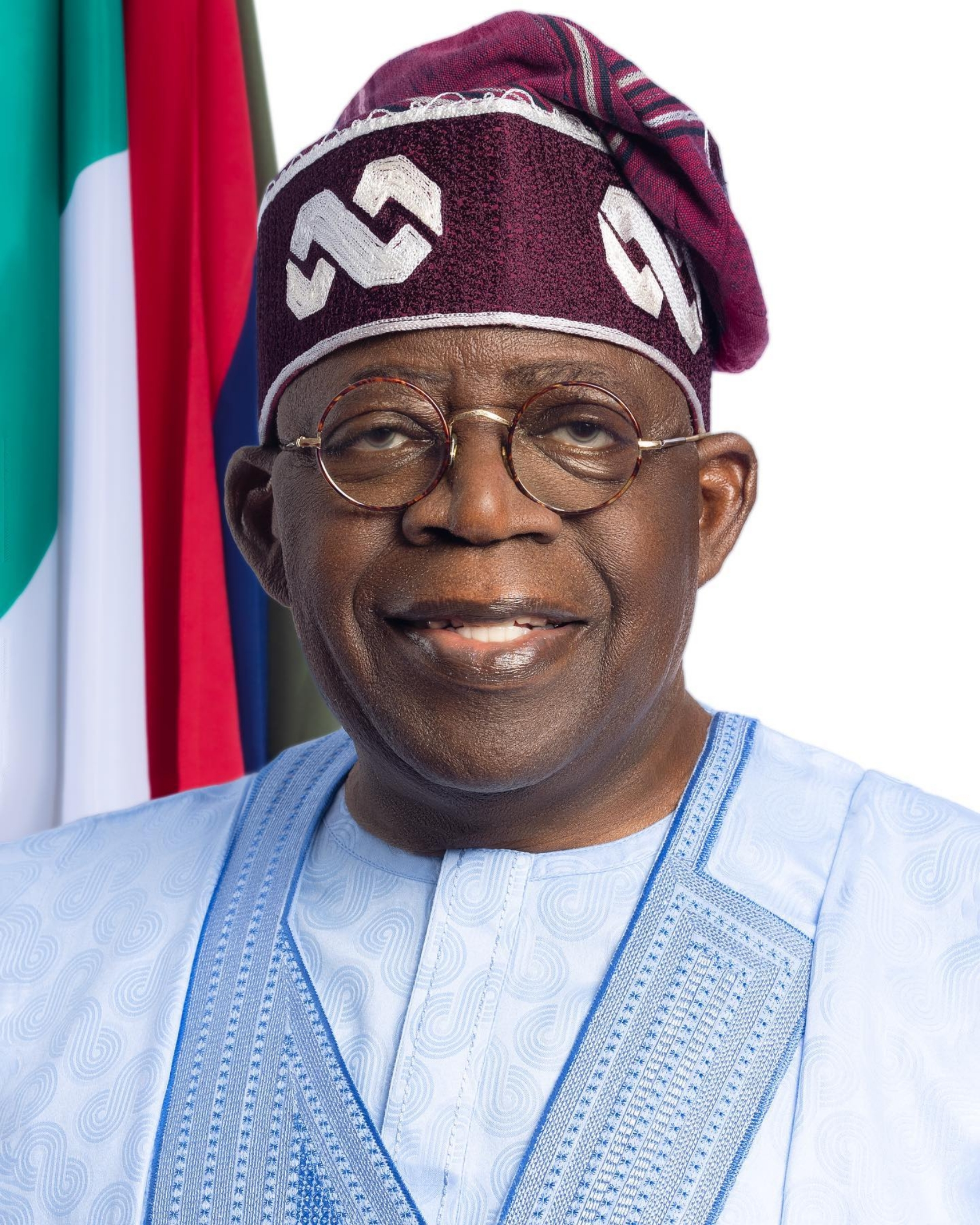
Bola Tinubu, 2023

Bola Ahmed Adekunle Tinubu (* 29. März 1952) ist ein nigerianischer Politiker. Er war von 1999 bis 2007 Gouverneur des Bundesstaates Lagos und während der kurzen Dritten Republik Senator für Lagos West. Im Februar 2023 wurde er zum Präsidenten von Nigeria gewählt und trat im Mai 2023 sein Amt an.

## Leben

### Herkunft, Ausbildung und Berufsstart
Laut eidesstattlichen Erklärungen wurde Tinubu am 29. März 1952 geboren. Tinubu verbrachte seine Kindheit im Südwesten Nigerias. Seine Mutter, Abibatu Mogaji, war eine Händlerin, die später die Iyaloja des Staates Lagos wurde. Er besuchte die St. John’s Primary School in Aroloya, Lagos, und die Children’s Home School in Ibadan. Anschließend ging Tinubu 1975 in die Vereinigten Staaten, wo er zunächst am Richard J. Daley College in Chicago und anschließend an der Chicago State University studierte. Sein Studium schloss er 1979 mit einem Bachelor of Science in Rechnungswesen ab.
Nach dem Studium arbeitete Tinubu für die amerikanischen Unternehmen Arthur Andersen, Deloitte, Haskins & Sells und GTE Services Corporation. Nach seiner Rückkehr nach Nigeria im Jahr 1983 trat Tinubu in die Firma Mobil Oil Nigeria ein und wurde später leitender Angestellter des Unternehmens. Während seiner Zeit in den Vereinigten Staaten fiel Tinubu durch sein verdächtig hohes Einkommen auf, bevor die Bundesbehörden gegen ihn ermittelten; schließlich wurde sein Vermögen 1993 infolge eines Gerichtsverfahrens eingefroren, in dem behauptet wurde, die amerikanische Regierung habe „hinreichenden Grund“ zu der Annahme, dass auf Tinubus amerikanischen Bankkonten die Erlöse aus dem Heroinhandel lägen. Noch im selben Jahr einigte er sich mit der Regierung und verzichtete auf rund 460.000 Dollar. Aus Gerichtsdokumenten und späteren Berichten über den Fall ging hervor, dass Tinubu in den frühen 1990er Jahren als Geldbote für zwei Heroinhändler aus Chicago gearbeitet hatte.

### Frühe politische Laufbahn
Seine politische Karriere begann 1992, als er der Sozialdemokratischen Partei beitrat, wo er Mitglied der von Shehu Musa Yar'Adua geführten Fraktion der Volksfront war, der weitere Politiker wie Umaru Yar'Adua, Atiku Abubakar, Baba Gana Kingibe, Rabiu Kwankwaso, Abdullahi Aliyu Sumaila, Magaji Abdullahi, Dapo Sarumi und Yomi Edu angehörten. In der kurzlebigen Dritten Republik Nigerias wurde er als Vertreter des Wahlkreises Lagos West in den Senat gewählt.
Nachdem die Ergebnisse der Präsidentschaftswahlen vom Juni 1993 für ungültig erklärt worden waren, wurde Tinubu Gründungsmitglied der pro-demokratischen National Democratic Coalition, einer Gruppe, die sich für die Wiederherstellung der Demokratie und die Anerkennung von Moshood Abiola als Sieger der Wahlen vom 12. Juni einsetzte. Nach der Machtergreifung von General Sani Abacha als militärischer Staatschef ging er 1994 ins Exil und kehrte 1998 nach dem Tod des Militärdiktators, der den Übergang zur Vierten Nigerianischen Republik einleitete, ins Land zurück.
Im Vorfeld der Wahlen von 1999 war Bola Tinubu ein Protegé der Führer der Alliance for Democracy (AD), Abraham Adesanya und Ayo Adebanjo. Er gewann die AD-Vorwahlen für die Gouverneurswahlen im Bundesstaat Lagos und besiegte Funsho Williams und Wahab Dosunmu, einen ehemaligen Minister für Bau- und Wohnungswesen. Im Januar 1999 kandidierte er auf der AD-Liste für das Amt des Gouverneurs von Lagos und wurde zum Gouverneur gewählt.

### Gouverneur des Staates Lagos
Nach seinem Amtsantritt im Mai 1999 stellte Tinubu in Lagos mehrere Wohneinheiten für die Armen zur Verfügung. Während seiner achtjährigen Amtszeit tätigte er umfangreiche Investitionen in das Bildungswesen des Bundesstaates und reduzierte die Zahl der Schulen im Bundesstaat, indem er viele Schulen an die bereits ansässigen früheren Eigentümer zurückgab. Außerdem initiierte er den Bau neuer Straßen, um den Bedürfnissen der schnell wachsenden Bevölkerung des Bundesstaates gerecht zu werden.
Im April 2003 wurde Tinubu zusammen mit dem neuen stellvertretenden Gouverneur Femi Pedro als Gouverneur wiedergewählt. Alle anderen Bundesstaaten im Südwesten fielen bei diesen Wahlen an die People's Democratic Party. Er war in einen Streit mit der von Olusegun Obasanjo kontrollierten Bundesregierung darüber verwickelt, ob der Bundesstaat Lagos das Recht habe, neue lokale Entwicklungsgebiete (Local Council Development Areas, LCDAs) zu schaffen, um den Bedürfnissen seiner großen Bevölkerung gerecht zu werden. Die Kontroverse führte dazu, dass die Bundesregierung Gelder beschlagnahmte, die für die Gemeinderäte des Staates bestimmt waren. In der zweiten Hälfte seiner Amtszeit war er in ständige Auseinandersetzungen mit PDP-Machthabern wie Adeseye Ogunlewe, einem ehemaligen Senator des Staates Lagos, der Bauminister geworden war, und Bode George, dem Südwestvorsitzenden der PDP, verwickelt.
Die Beziehungen zwischen Tinubu und dem stellvertretenden Gouverneur Femi Pedro wurden zunehmend angespannt, nachdem Pedro seine Absicht erklärt hatte, bei den Gouverneurswahlen zu kandidieren. Pedro trat bei den Wahlen 2007 als Gouverneurskandidat der AC an, zog seinen Namen jedoch am Vorabend der Nominierung durch die Partei zurück. Er wechselte zur Labour Party, behielt aber sein Amt als stellvertretender Gouverneur. Tinubus Amtszeit als Gouverneur des Staates Lagos endete im Mai 2007, als sein Nachfolger Babatunde Fashola vom Action Congress das Amt übernahm.

### Politische Laufbahn bis 2023
Im Jahr 2006 bemühte sich Tinubu, den ehemaligen Vizepräsidenten Nigerias, Atiku Abubakar, davon zu überzeugen, Fahnenträger seiner Partei, des Action Congress, zu werden. Atiku, der damals Mitglied der Demokratischen Volkspartei (PDP) war, hatte sich mit seinem damaligen Chef Olusegun Obasanjo zerstritten, weil er dessen Nachfolge anstrebte. Tinubu bot Atiku die Chance, über den Teppich zu seiner Partei zu wechseln, und bot ihm den Platz für die Präsidentschaftskandidatur seiner Partei unter der Bedingung an, dass er, Tinubu, Atikus Vizepräsident werden müsse. Atiku lehnte das Angebot ab und wählte stattdessen mit Ben Obi einen Kandidaten aus dem Südosten. Obwohl Atiku bei den nächsten Wahlen auf der Plattform von Tinubu antrat, gewann die PDP einen Erdrutschsieg, da Tinubu auf dem Holzweg war.
Nach dem Erdrutschsieg der Demokratischen Volkspartei (PDP) bei den Wahlen im April 2007 beteiligte sich Tinubu 2009 an Verhandlungen, um die zersplitterten Oppositionsparteien zu einer „Megapartei“ zusammenzuführen, die in der Lage wäre, die damals regierende PDP herauszufordern. Im Februar 2013 gehörte Tinubu zu den Politikern, die mit dem Zusammenschluss der drei größten nigerianischen Oppositionsparteien – dem Action Congress of Nigeria (ACN), dem Congress for Progressive Change (CPC), der All Nigeria Peoples Party (ANPP), einer Fraktion der All Progressives Grand Alliance (APGA), und der neuen PDP (nPDP), einer Fraktion der damals regierenden People’s Democratic Party – zum All Progressives Congress (APC) eine „Mega-Oppositionspartei“ gründeten.
Im Jahr 2014 unterstützte Tinubu den ehemaligen militärischen Staatschef General Muhammadu Buhari, den Führer der CPC-Fraktion der APC, der in Nordnigeria eine große Anhängerschaft hatte und zuvor bei den Präsidentschaftswahlen 2003, 2007 und 2011 als CPC-Präsidentschaftskandidat angetreten war. Tinubu wollte ursprünglich Buharis Vizepräsidentschaftskandidat werden, gab aber später seinem Verbündeten und ehemaligen Justizkommissar Yemi Osibanjo den Vorzug. 2015 siegte Buhari mit der APC und beendete damit die sechzehnjährige Herrschaft der PDP; es war das erste Mal in der Geschichte Nigerias, dass ein amtierender Präsident gegen einen Kandidaten der Opposition verlor.
Tinubu spielte eine wichtige Rolle in der Regierung Buhari, indem er die Regierungspolitik unterstützte und die parteiinternen Fäden in der Hand behielt, obwohl er seit langem als Präsidentschaftskandidat gehandelt wurde. Im Jahr 2019 unterstützte er Buharis Wiederwahlkampagne und besiegte den PDP-Kandidaten Atiku Abubakar. Nach einer parteiinternen Krise im Jahr 2020, die zur Absetzung von Tinubus Verbündetem und Parteivorsitzendem Adams Oshiomole führte, wird vermutet, dass damit Tinubus Aussichten auf die Präsidentschaft im Jahr 2023 zunichtegemacht werden sollten.

### Präsidentschaftswahlkampf und -wahlen 2023
Im Januar 2022 kündigte Tinubu gegenüber Präsident Buhari seine Absicht an, für das Amt des nigerianischen Präsidenten zu kandidieren; dies war die formale Form seiner Ankündigung.
Im Juni 2022 gewann Tinubu die Präsidentschaftsvorwahlen des regierenden All Progressive Congress mit 1.271 Stimmen vor Vizepräsident Yemi Osinbajo und Rotimi Amaechi, die 235 bzw. 316 Stimmen erhielten.
Am 1. März 2023 erklärte die unabhängige Wahlkommission INEC Tinubu zum Sieger der Präsidentschaftswahlen 2023 der am 25. Februar 2023 stattgefundenen Wahl. Die beiden größten Oppositionsparteien erkannten das Ergebnis nicht an. Die Vereidigung Tinubus fand am 29. Mai desselben Jahres statt.

### Präsidentschaft
Nach dem Beginn seiner Präsidentschaft führte Tinubu verschiedene Wirtschaftsreformen durch. So kürzte er Treibstoffsubventionen, welche sich der Staat nicht mehr leisten konnte. Auch gab seine Regierung den Wechselkurs der Naira frei, die daraufhin stark an Wert verlor. Die Inflation stieg deshalb 2023 stark an.

## Kontroversen

### Unstimmigkeiten im Lebenslauf
Während seiner gesamten politischen Laufbahn gab es aufgrund widersprüchlicher Dokumente und Aussagen von Tinubu selbst Unstimmigkeiten über sein Alter, seine Bildungsabschlüsse und seinen Namen. Während es unbestätigte Gerüchte gibt, dass Tinubu mit einem anderen Namen in einer anderen Familie im heutigen Bundesstaat Osun geboren wurde, wurde die Hauptkontroverse durch Unstimmigkeiten in den Bescheinigungen ausgelöst, die Tinubu der Unabhängigen Nationalen Wahlkommission vorlegte. In den Dokumenten, die vor der Gouverneurskandidatur 1999 eingereicht wurden, wurde fälschlicherweise angegeben, dass Tinubu die Sekundarschule Government College, Ibadan, besuchte, und in den Unterlagen der Chicago State University wurde sein Geburtsjahr mit 1954 und nicht mit 1952 angegeben; daraufhin behauptete Tinubu, Tokunbo Afikuyomi – damals Senator – habe die 1999 eingereichten Unterlagen versehentlich gefälscht, und die Universität habe lediglich einen Fehler gemacht. Die Kontroverse wurde 2022 erneut entfacht, als Unterlagen, die Tinubu der INEC für die Präsidentschaftswahlen vorgelegt hatte, veröffentlicht wurden, aus denen hervorging, dass er weder die Grund- noch die weiterführende Schule angegeben hatte, die er besucht hatte, was im Widerspruch zu früheren beeideten Formularen und öffentlichen Erklärungen stand.

### Illegale Nutzung von Auslandskonten
Im April 2007, nach den Parlamentswahlen, aber noch vor dem Amtsantritt des gewählten Gouverneurs Babatunde Fashola, brachte die Bundesregierung Tinubu vor das Code of Conduct Bureau, um ihn wegen der angeblichen illegalen Führung von 16 separaten Auslandskonten anzuklagen.

### Verwendung von Lagos-Geldern für den Kauf von Econet-Aktien
Im Januar 2009 sprach die Economic and Financial Crimes Commission (Kommission für Wirtschafts- und Finanzkriminalität) Tinubu und die Gouverneure James Ibori aus dem Bundesstaat Delta und Obong Victor Attah aus dem Bundesstaat Akwa Ibom vom Vorwurf der Verschwörung, der Geldwäsche, des Amtsmissbrauchs und der Korruption im Zusammenhang mit dem Verkauf von Vmobile-Aktien im Jahr 2004 frei. Im März 2009 wurde berichtet, dass ein Mordkomplott gegen Tinubu aufgedeckt worden sei. Die Alliance for Democracy forderte den Generalinspektor der Polizei, Mike Okiro, auf, eine gründliche Untersuchung durchzuführen. Im September 2009 wurde jedoch berichtet, dass die britische Metropolitan Police eine Transaktion untersuchte, bei der die Regierung des Staates Lagos in Econet (jetzt Airtel) investiert hatte. Tinubu sagte, die Transaktion sei unkompliziert und für den Staat profitabel gewesen, und es seien keine Mittelsmänner beteiligt gewesen. Die Bundesregierung lehnte ein Ersuchen Großbritanniens ab, Beweise freizugeben, die für weitere Ermittlungen und die strafrechtliche Verfolgung der drei nigerianischen Ex-Gouverneure vor einem Londoner Gericht benötigt wurden.

### Politische Patenschaft und Hooliganismus im Bundesstaat Lagos
Tinubu gilt weithin als „Pate von Lagos“. Seine Rolle als Drahtzieher des Mega-Stadtstaates wurde in dem Dokumentarfilm The Lion of Bourdillon aus dem Jahr 2015 enthüllt, der Tinubus politischen und finanziellen Einfluss auf den Stadtstaat beleuchtet. Tinubu reichte eine Verleumdungsklage in Höhe von 150 Milliarden Pfund gegen den Produzenten AIT ein, und die Ausstrahlung des Dokumentarfilms wurde am 6. März 2015 eingestellt. Dennoch gab es Vorfälle wie seine Überheblichkeit gegenüber Nachfolgern wie im Dezember 2009, als es Berichte gab, dass Fashola und Tinubu sich über die Frage von Fasholas Wiederwahl im Jahr 2011 zerstritten hatten, wobei Tinubu den Umweltkommissar Muiz Banire bevorzugte. Ein ähnliches Handgemenge gab es 2015 um die Nachfolge Fasholas, bei dem sich Tinubu gegen ihn stellte und sich voll und ganz für Akinwunmi Ambode einsetzte, der später die Nachfolge Fasholas antrat und selbst von Tinubu aus dem Amt gedrängt wurde, um ihn durch den Amtsinhaber Babajide Sanwo-Olu zu ersetzen.

### Einsatz von Geldtransportern zur Wahlbeeinflussung im Bundesstaat Lagos
Während der Wahlen 2019 wurde ein Geldtransporter vor Tinubus Wohnsitz in der Bourdillion Road in Ikoyi gesehen, wobei Tinubu behauptete: „Ich bewahre Geld auf, wo immer ich will“.

## Persönliches Leben
Tinubu ist Muslim. Er ist mit Oluremi Tinubu verheiratet, der derzeitigen Senatorin des Senatsbezirks Lagos Central. Tinubus Mutter, Abibatu Mogaji, starb am 15. Juni 2013 im Alter von 96 Jahren. Am 31. Oktober 2017 erlitt sein Sohn Jide Tinubu in London einen Herzinfarkt und wurde später für tot erklärt.